# Anna Olegowna Smirnowa
Anna Olegowna Smirnowa (russisch Анна Олеговна Смирнова; international: Anna Smirnova; * 24. Juli 1982 in Perm) ist eine russische Opernsängerin (Mezzosopran).

## Leben
Smirnowa tritt seit 2008 international in unterschiedlichen Rollen als Opernsängerin auf – in Berlin, München, Wien, London, Florenz, Mailand, Rom, Venedig, Verona, Barcelona, Tel Aviv, Chicago, New York und andernorts.

## Repertoire
- Amneris, Aida, Giuseppe Verdi
- Eboli, Don Carlos, Giuseppe Verdi
- Lady Macbeth, Macbeth, Giuseppe Verdi
- Abigaille, Nabucco, Giuseppe Verdi
- Cassandra, Cassandra
- Azucena, Il trovatore, Giuseppe Verdi
- Santuzza, Cavalleria rusticana, Pietro Mascagni
- Die Fürstin von Bouillon, Adriana Lecouvreur, Francesco Cilea